# Robert Short (Maskenbildner)
Robert „Bob“ Short (geboren vor 1975) ist ein Maskenbildner, Spezialeffektkünstler und Drehbuchautor.

## Leben
Short begann seine Karriere 1975 zunächst als Schauspieler im Fernsehfilm Holmes and Walston. Im darauf folgenden Jahr wirkte er beim Thriller Hollywood Boulevard als Garderobier erstmals im Filmstab. Short war als Spezialeffektkünstler an zahlreichen großen Hollywoodproduktionen tätig, so war er bei Steven Spielbergs Science-Fiction-Film E.T. – Der Außerirdische für Effekte am namensgebenden Außerirdischen zuständig, und bei Splash – Eine Jungfrau am Haken Gestalter des Meerjungfrauenkostüms. 1989 wurde er für Tim Burtons Horrorkomödie Beetlejuice zusammen mit Ve Neill und Steve LaPorte mit dem Oscar in der Kategorie Bestes Make-up und beste Frisuren ausgezeichnet. Bei den im darauf folgenden Jahr stattfindenden Verleihungen der BAFTA Film Awards war Short in zwei Kategorien für Beetlejuice nominiert, Beste Maske und Beste visuelle Effekte, konnte jedoch keine der beiden Auszeichnungen gewinnen. Short war daneben auch als Regieassistent und Drehbuchautor tätig, unter anderem mit Allan Holzman (* 1946) am 1986 entstandenen Actionfilm Retaliator mit Robert Ginty und Sandahl Bergman in den Hauptrollen. Neben seinen Engagements beim Film war Short auch für das Fernsehen tätig, so gestaltete er für die Fernsehserie Flash – Der Rote Blitz das The-Flash-Superheldenkostüm.

## Filmografie (Auswahl)

### Maske
- 1978: Piranhas (Piranha)
- 1979: 1941 – Wo bitte geht’s nach Hollywood (1941)
- 1979: Star Trek: Der Film (Star Trek: The Motion Picture)
- 1980: Der Horror-Alligator (Alligator)
- 1982: E.T. – Der Außerirdische (E.T. the Extra-Terrestrial)
- 1982: Firefox
- 1984: Splash – Eine Jungfrau am Haken (Splash)
- 1986: Shopping (Chopping Mall)
- 1988: Beetlejuice
- 1994: Ace Ventura – Ein tierischer Detektiv (Ace Ventura: Pet Detective)
- 2003: Looney Tunes: Back in Action
- 2005: Herbie Fully Loaded – Ein toller Käfer startet durch (Herbie: Fully Loaded)
- 2008: Punisher: War Zone
- 2015: Codename U.N.C.L.E. (The Man from U.N.C.L.E.)

### Drehbuch
- 1987: Retaliator (Programmed to Kill)

## Auszeichnungen (Auswahl)
- 1989: Oscar in der Kategorie Bestes Make-up und beste Frisuren für Beetlejuice
- 1989: BAFTA-Film-Award-Nominierung in der Kategorie Beste Maske für Beetlejuice
- 1989: BAFTA-Film-Award-Nominierung in der Kategorie Beste visuelle Effekte für Beetlejuice